# Huis van Afgevaardigden (Nigeria)
Het Huis van Afgevaardigden (Engels: House of Representatives) is het lagerhuis van de Nationale Vergadering van Nigeria (federaal parlement) en telt 360 leden die worden gekozen middels het meerderheidsstelsel voor de duur van vier jaar. Ieder kiesdistrict vaardigt een kandidaat af naar het Huis van Afgevaardigden. Mocht geen van de kandidaten in een kiesdistrict voldoende stemmen krijgen, dan volgt een tweede rond waaraan de twee kandidaten met de meeste stemmen deel aan nemen.
Het Huis van Afgevaardigden dateert van 1955, vijf jaar voor de onafhankelijkheid van Nigeria in 1960. Bij de verkiezingen van 2019 werd het All Progressives Congress (APC) met 190 zetels de grootste partij - tevens de regeringspartij - in het Huis van Afgevaardigden. De voornaamste oppositiepartij is de Peoples Democratic Party (PDP) met 151 zetels. De APC levert in de persoon van Femi Gbajabiamila de voorzitter van het Huis van Afgevaardigden.
Het hogerhuis van het parlement is de Senaat (Senate).

## Zetelverdeling

Zetelverdeling na de verkiezingen van 2019

## Lijst van voorzitters(Speakers)
| Naam                  | Termijn   | Partij  |
| --------------------- | --------- | ------- |
| Sir Frederic Metcalfe | 1955–1959 |         |
| Jaja Wachuku          | 1959–1960 | NCNC    |
| Ibrahim Jalo Waziri   | 1960–1966 | NPC     |
| Edwin Ume-Ezeoke      | 1979–1983 | NPN     |
| Chaha Biam            | 1983      | NPN     |
| Salisu Buhari         | 1999–2000 | PDP     |
| Ghali Umar Na'Abba    | 2000–2003 | PDP     |
| Aminu Bello Masari    | 2003–2007 | PDP     |
| Patricia Etteh        | 2007      | PDP     |
| Dimeji Bankole        | 2007–2011 | PDP     |
| Aminu Waziri Tambuwal | 2011–2015 | PDP/APC |
| Yakubu Dogara         | 2015–2019 | APC/PDP |
| Femi Gbajabiamila     | 2019      | APC     |

## Afbeeldingen

Het zegel van het Huis van Afgevaardigden.
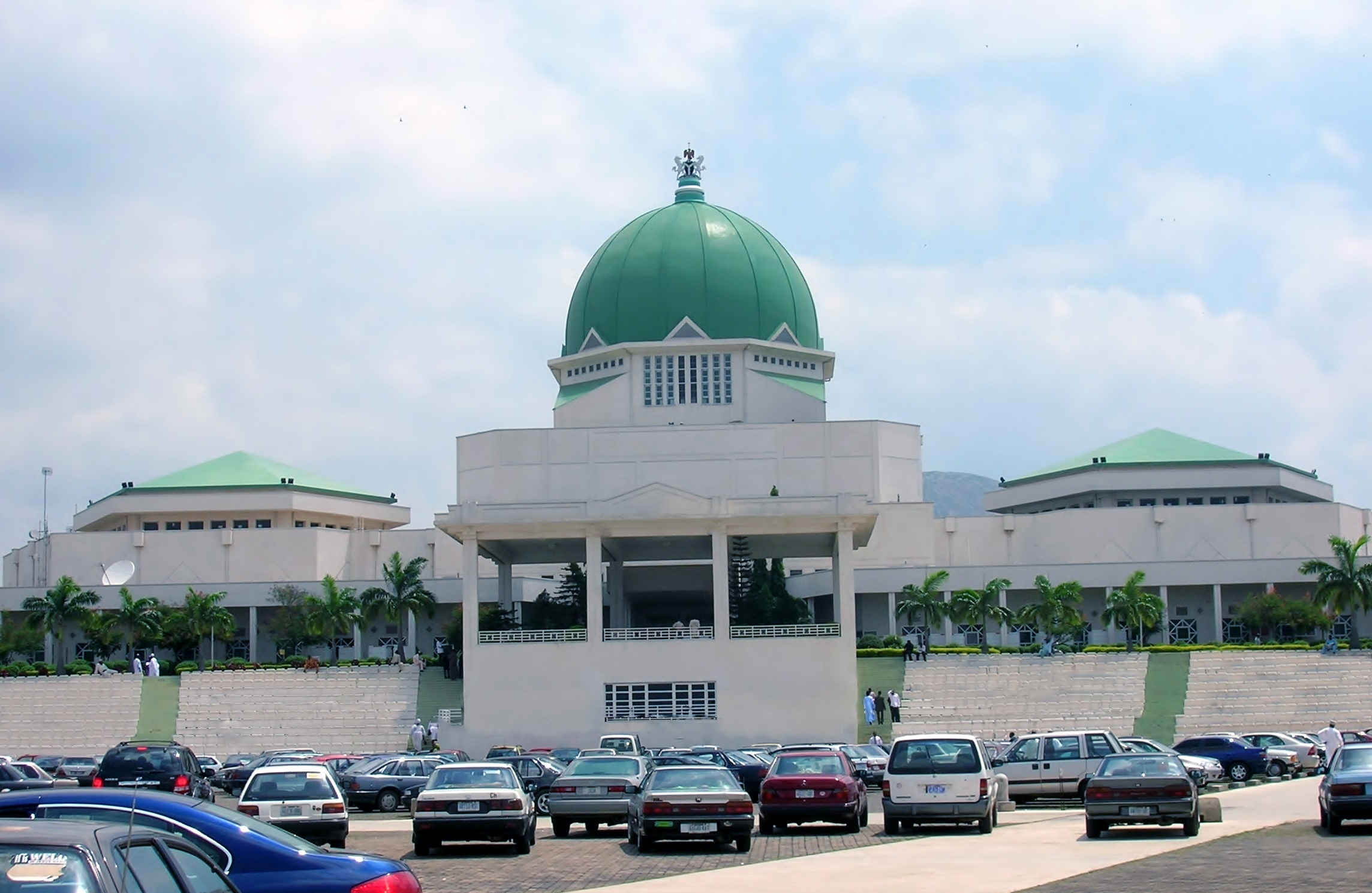
Het gebouw waarin het Huis van Afgevaardigden zetelt in de hoofdstad Abuja.
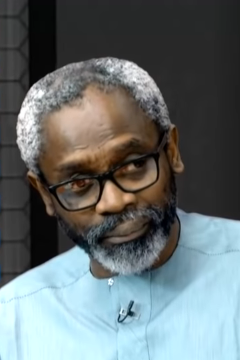
De voorzitter (Speaker) van het Huis van Afgevaardigden, Femi Gbajabiamila